# إدوارد فيرنون
إدوارد فيرنون (بالإنجليزية: Edward Vernon)‏ (11 أكتوبر 1911 بملبورن في أستراليا - 8 مايو 1968) هو لاعب كريكت أسترالي. لعب مع فريق فكتوريا للكريكت.

## وصلات خارجية
- إدوارد فيرنون على موقع إي آس بي آن كريك إنفو (الإنجليزية)